# Alter Markt 4 (Stralsund)
Das Haus mit der postalischen Adresse Alter Markt 4 ist ein ehemaliges Bankgebäude im Stadtgebiet Altstadt der Stadt Stralsund am Alten Markt, Ecke Knieperstraße. Es wird heute als Gewerkschaftshaus, teils noch als Pommersche Provinzialbank, bezeichnet und steht unter Denkmalschutz.

## Vorgängerbauten

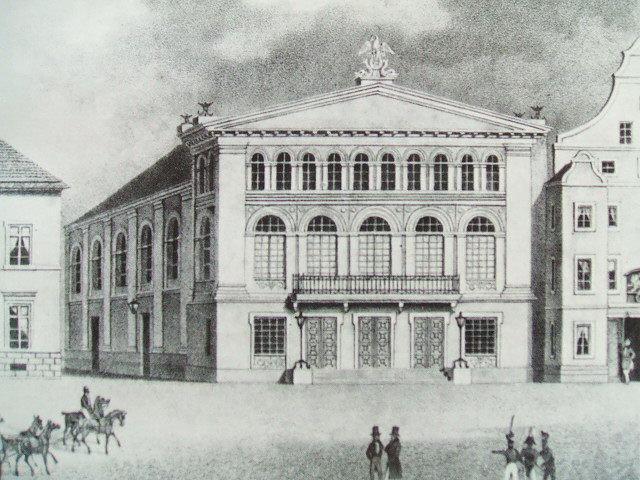
Stadttheater (1834)

Ursprünglich standen an dieser Stelle zwei Giebelhäuser, darunter die Ratsapotheke; beide wurden 1833 abgerissen. 1833–1834 entstand auf dem Grundstück das Theater Stralsund, das wiederum für den heutigen Bau abgebrochen wurde.

## Geschichte
1927 wollte die Städtische Sparkasse das Stadttheater erwerben, was von der Stadt am 8. März 1927 genehmigt, nach Beschwerden der Bankenkonkurrenz aber doch verweigert wurde. Die Provinzialbank Pommern, die bis dahin gegenüber im Minervahaus saß, erwarb das Gebäude und ließ an seiner Stelle einen Neubau errichten, der am 23. September 1930 eröffnet wurde. Architekt war Adolf Thesmacher aus Stettin. Der kubisch geschlossene, ziegelsichtige Baukörper ist viergeschossig ausgeführt. Das dritte Obergeschoss ist etwas zurückgesetzt und mit Wandpfeilern versehen.
Der breiten Portalnische ist eine Freitreppe vorgelegt, über der als Bauplastik die beiden auf einem Sockel stehenden Skulpturen „Schifffahrt“ und „Landwirtschaft“ des Bildhauers Hans Lehmann-Borges installiert wurden.
Als Mieter nutzten das Gebäude auch die Barmer Ersatzkasse, die ärztliche Verrechnungsstelle und die Gestapo.
Nach dem Zweiten Weltkrieg wurde es von der Stadtbank Stralsund und dann vom Freien Deutschen Gewerkschaftsbund (FDGB) und der Sozialversicherung der DDR genutzt. Im Volksmund ist es als Gewerkschaftshaus bekannt. Seit der Wende sind dort die Allgemeine Ortskrankenkasse sowie die Gewerkschaften ver.di, IG Metall, Deutscher Gewerkschaftsbund, IG Bauen-Agrar-Umwelt u. a. ansässig.
Das Haus liegt im Kerngebiet des von der UNESCO als Weltkulturerbe anerkannten Stadtgebiets des Kulturguts „Historische Altstädte Stralsund und Wismar“. In die Liste der Baudenkmale in Stralsund ist es mit der Nummer 6 eingetragen.